# Historia Bydgoszczy do 1346 roku

## Okres przedhistoryczny i starożytny
Pierwsze ślady działalności ludzkiej w Bydgoszczy i okolicy pochodzą sprzed ok. 9000 lat p.n.e., kiedy pojawili się tu wędrowni myśliwi, przedstawiciele kultury świderskiej.
Znaczne nasycenie obiektami archeologicznymi przyniosła epoka brązu. Na obecnym terytorium Bydgoszczy znaleziono 14 cmentarzysk popielnicowych, 7 osad oraz 4 skarby wyrobów brązowych. Osady lokowano na krawędziach wysoczyzn, posiadających rozległą ekspozycję krajobrazową, zaś cmentarzyska w dolinach w sąsiedztwie rzek.
Wielkie cmentarzysko liczące kilkaset grobów popielnicowych odkryto w 1929-31 r. na Bielawach podczas budowy szpitala przy ul. Jurasza, poza tym dwie nekropolie w Brdyujściu liczące po kilkadziesiąt grobów.
Duże skupiska osad z cmentarzyskami odkryto na krawędziach wysoczyzn w Brdyujściu, Czersku, Osowej Górze, Czarnówku, Myślęcinku oraz Zamczysku. W rejonie Zamczyska zarejestrowano bardzo bogaty zespół składający się z osady obronnej (grodu), cmentarzyska i mniejszych osad towarzyszących.
Stosunkowo dużo zarejestrowano w Bydgoszczy stanowisk archeologicznych reprezentujących kulturę wschodniopomorską. Wśród stanowisk z tego okresu wyróżniają się liczne cmentarzyska grobów skrzynkowych odkrytych na terenie miasta, Osowej Góry i skarby z Bydgoszczy i Czerska Polskiego. We wsi Niecponie k. Fordonu odkryto w 1881 r. cmentarzysko całopalne z pozostałościami urn oraz przetopionych przedmiotów brązowych.
W latach 125 p.n.e. – 375 n.e., daje się zaobserwować znaczny rozwój osadnictwa, który był związany z żywymi kontaktami handlowymi z Cesarstwem rzymskim. Dogodne położenie osady i łatwa przeprawa przez Brdę wykorzystane zostały w okresie rzymskim przez kupców podróżujących traktem bursztynowym, prowadzącym znad Adriatyku do wybrzeży Morza Bałtyckiego.
Osadnictwo to utożsamiane jest z goco-gepidzkim Askaukalis umieszczonym przez Ptolemeusza z Aleksandrii na mapie Magna Germania ok. 150 n.e.
W czasach bezpośrednio poprzedzających powstanie państwa polskiego (VI-IX w.), w rejonie dzisiejszej aglomeracji Bydgoszczy znajdowały się trzy ufortyfikowane grody wczesnośredniowieczne, z których najistotniejsze były dwa: w Zamczysku i Strzelcach.

## Okres 1030-1238 - Kształtowanie grodu

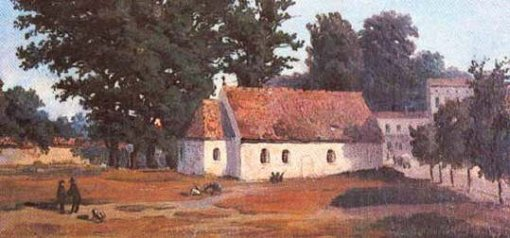
Bydgoski kościół grodowy pw. św. Idziego, rozebrany w 1879 r. przez Niemców

Z początkiem państwowości polskiej należy wiązać pewne zmiany w osadnictwie okolic Bydgoszczy. W latach 30.  XI w. założono gród na jednej z nieistniejących dziś wysp, utworzonej podczas zmiany głównego nurtu Brdy, którego zasięg wyznaczają dziś ulice: Grodzka, Bernardyńska, Przy Zamczysku. Drugi element tego zespołu stanowiło podgrodzie, osada wczesnomiejska (obecna Babia Wieś) z licznymi warsztatami rzemieślniczymi, która znajdowała się na wschód od grodu za systemem umocnień i fos. Trzeci człon stanowiło cmentarzysko, które było zlokalizowane po drugiej stronie Brdy. 
Według badań dendrochronologicznych wydobyte szczątki wału grodu bydgoskiego pochodzą z czasów panowania Kazimierza Odnowiciela (ok. 1030 r.) W tym właśnie miejscu znajdował się ważny bród na dawnym szlaku bursztynowym (później średniowiecznym szlaku śląsko-pomorskim). Od początku funkcje strażnicze grodu uzupełniały się z funkcjami gospodarczymi – ściąganiem ceł i danin.
Jeszcze za czasów Odnowiciela Bydgoszcz została zajęta przez Pomorzan i późniejsze wyprawy Władysława Hermana nie przyniosły zmiany tego stanu. Dopiero wojenny kunszt Bolesława Krzywoustego przywróciły Bydgoszcz w orbitę państwa polskiego. Z tym wydarzeniem wiąże się pierwsza wzmianka o ziemi bydgoskiej (wyszogrodzkiej) w kronice Galla Anonima, który nazwał ją „pograniczem Pomorza, gdzie niejeden inny książę nawet z dużym wojskiem by się zawahał”. Kronikarz szczegółowo opisał zdobycie sąsiedniego dla Bydgoszczy grodu Wyszogród, położonego na urwisku wiślanym. 
W nowej organizacji terytorialnej, jaką zaprowadził Krzywousty, dwa ośrodki: najpierw Wyszogród, a później także Bydgoszcz stały się centrami lokalnych władz administracyjnych oraz dużymi skupiskami osadniczymi i siedzibami dwu kasztelanii pomorsko-kujawskich.
Pierwsza wzmianka rękopiśmienna o Bydgoszczy pojawiła się w 1122 r., nie jest to jednak zupełnie pewne. Natomiast całkowicie pewna wiadomość źródłowa pochodzi z 28 czerwca 1238 r., kiedy Bydgoszcz wymieniono już jako gród kasztelański z urzędującym tu Sędzisławem wzgl. Sulisławem (Suzzlaus castellanus de Budegac) – urzędnikiem księcia Kujaw Kazimierza Konradowica.

## Okres 1238-1346 - Okres przedlokacyjny

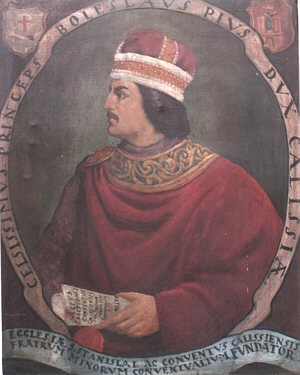
Bolesław Pobożny – książę Wielkopolski

Przejście Bydgoszczy do dzielnicy kujawskiej w 1238 r. było przyczyną awansu administracyjnego i gospodarczego grodu. Ufortyfikowana warownia była ważnym bastionem w północnym systemie obronnym Kujaw. Na miejscu rezydował kasztelan, do którego obowiązków należała przede wszystkim władza wojskowa (dowództwo, organizacja obrony), funkcje gospodarcze (ściąganie danin, przechowywanie zapasów) oraz sądownicze. Książę Kazimierz Kujawski do połowy wieku XIII zbudował w Bydgoszczy stały most przez Brdę, gdzie pobierano cło od towarów przewożonych na Pomorze Gdańskie, a także pierwszą świątynię pw. św. Idziego (architektonicznie z elementami romańskimi, zburzona przez Niemców w 1879 r.). 
W XIII w. obok sąsiedniego Wyszogrodu stała się Bydgoszcz z czasem jednym z głównych polskich portów rzecznych Kujaw, dokąd kierowano towary spławiane Wisłą na Pomorze Gdańskie. Stało się to szczególnie istotne w kontekście wojny celnej z zakonem krzyżackim, kiedy książę Kujaw zakazał kontaktów handlowych z Toruniem.
Losy Bydgoszczy w XIII wieku wiążą się z rządami linii kujawskiej Piastów. Po śmierci Kazimierza Konradowica w 1267 r., znalazła się Bydgoszcz w obrębie dzielnicy księcia Siemomysła. W 1268 r. doszło w Bydgoszczy do buntu ludowego przeciw polityce księcia (kluczowy udział bydgoskiego kasztelana Teodoryka), w efekcie którego wezwany na pomoc książę Wielkopolski Bolesław Pobożny opanował na okres 17 lat kasztelanie: bydgoską, kruszwicką i radziejowską.

## Księstwo bydgosko-wyszogrodzkie
Na początku XIV wieku, w następstwie podziałów dzielnicowych na Kujawach, powstało księstwo bydgosko-wyszogrodzkie. Była to najbardziej wysunięta na północ dzielnica Kujaw, której obszar w przyszłości stał się podstawą do wyodrębnienia staropolskiego powiatu bydgoskiego (Kujawy Północne). Siedzibą księcia i większości urzędników był prawdopodobnie Wyszogród, natomiast w Bydgoszczy rezydował kasztelan (z podporządkowaną również kasztelanią wyszogrodzką). 
Księstwem rządził Przemysł Kujawski, używając tytulatury „Książę Kujaw Pan Wyszogrodu i Bydgoszczy”. 
Nowa jednostka terytorialna istniała od 1314 do 1327 roku. Od 1323 r. dzielnica bydgosko-wyszogrodzka została połączona z inowrocławską, gdyż panujący nad nią książę Leszek przekazał władzę bratu. 
Powstało wówczas szereg średnich i niższych bydgoskich urzędów ziemskich (m.in. sędzia, podkomorzy, podczaszy, podkoni, podstoli), z których kilka zachowało się w okresach późniejszych. Kasztelan bydgoski zwany był na początku XIV w. podwojewodą (vicepalatinus) kujawskim.

## Zniszczenia podczas pierwszej wielkiej wojny z Zakonem Krzyżackim
Dotkliwe zniszczenia dotknęły Bydgoszczy podczas wojny Władysława Łokietka z zakonem Krzyżackim (tzw pierwsza wielka wojna polsko-krzyżacka (1327–1332)). W maju 1330 r. podczas specjalnie zorganizowanej wyprawy doszczętnie zniszczony został sąsiedni Wyszogród nad Wisłą, natomiast w lipcu 1330 r. taki sam los spotkał gród bydgoski. 
W październiku 1330 r. Władysław Łokietek w wyniku zawartego rozejmu odzyskał Bydgoszcz i Wyszogród, jednak 22 lipca 1331 r. Krzyżacy ponownie najechali i spalili gród bydgoski. 
Okupacja krzyżacka trwała siedem lat. Wiosną 1337 r. Kujawy zostały zwrócone Królestwu Polskiemu, co zostało usankcjonowane 8 lipca 1343 r., kiedy na podstawie pokoju w Kaliszu, Polsce ostatecznie oddano zagarnięte Kujawy z Bydgoszczą i Ziemią Dobrzyńską.